# Maison de Balzac

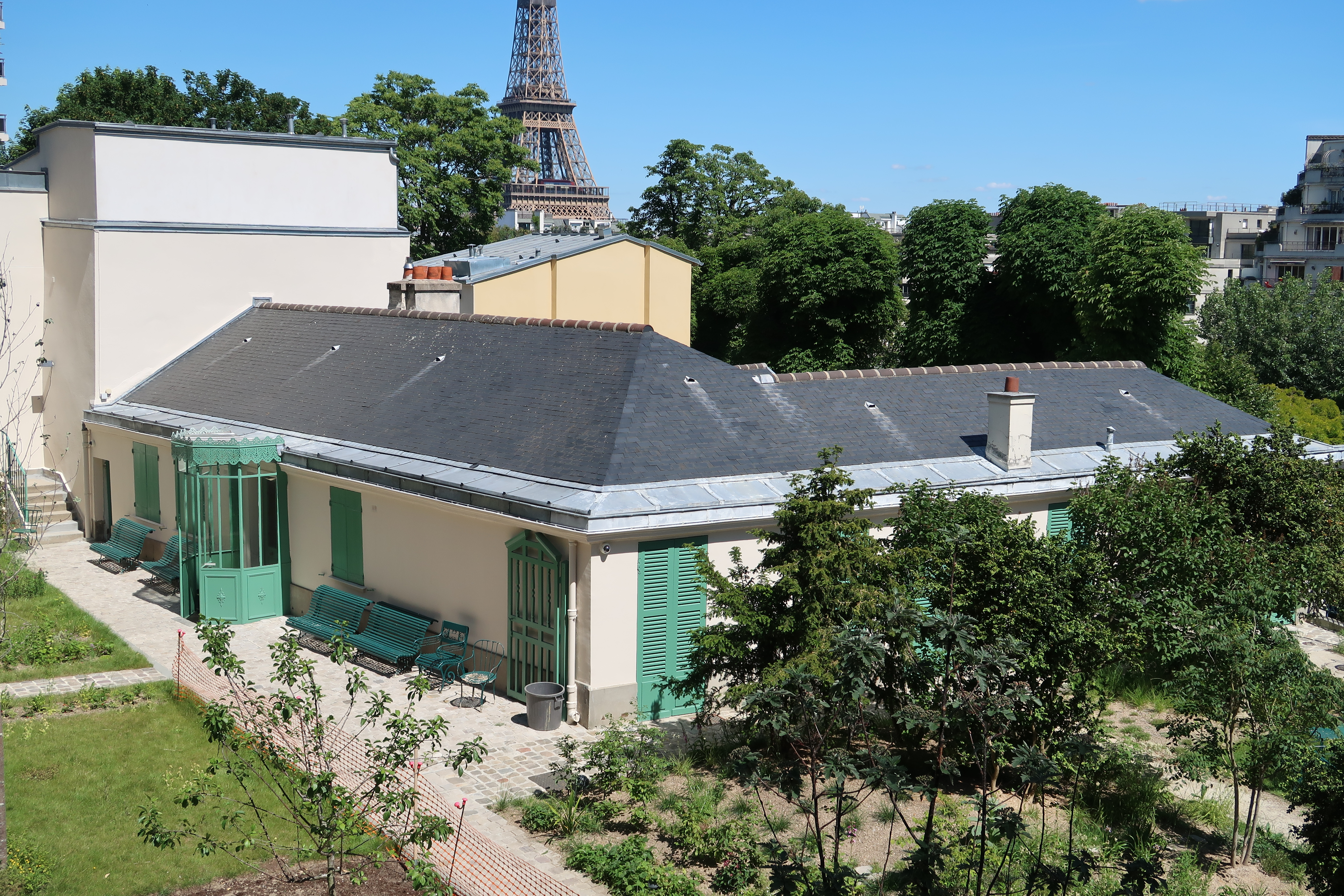

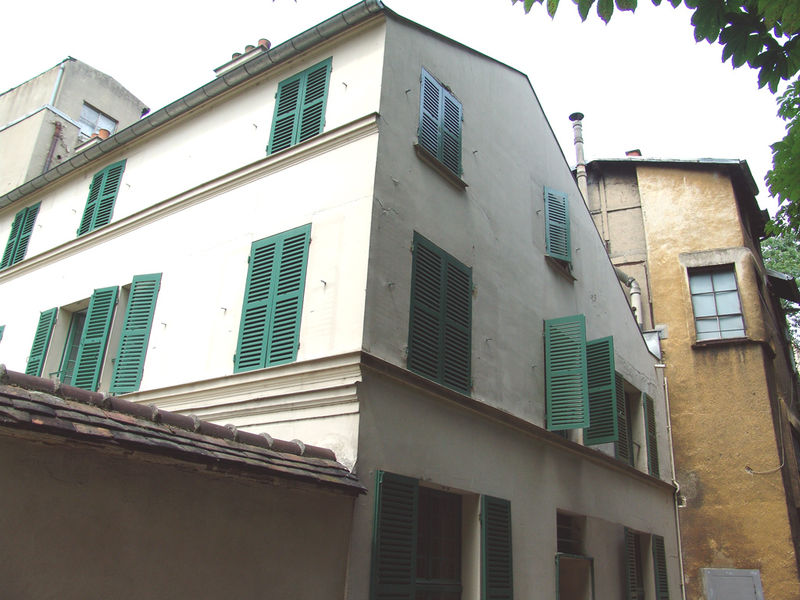

Nhà tưởng niệm Balzac (tiếng Pháp: Maison de Balzac) nằm ở số 47, phố Raynouard, Quận 16 thành phố Paris. Thuộc trung tâm ngôi làng cổ Passy, ngôi nhà là nơi ở duy nhất của Honoré de Balzac tại Paris còn giữ được tới ngày nay. Năm 1949, chính quyền Paris mua lại ngôi nhà. Hiện nay, nơi đây bao gồm một thư viện và các phòng trưng bày những vật kỷ niệm về Balzac.
| Métro Paris | Bến tàu điện ngầm: Passy hoặc La Muette |

Cùng với nhà tưởng niệm Victor Hugo (Maison de Victor Hugo) và bảo tàng Cuộc sống lãng mạn (Musée de la Vie romantique, dành cho George Sand), nhà tưởng niệm Balzac là một trong ba bảo tàng về văn học của chính quyền thành phố Paris. Balzac sống ở đây trong khoảng thời gian từ 1840 tới 1847 với một tên giả để trốn các chủ nợ. Chính tại ngôi nhà này, Balzac đã thụ thai Tấn trò đời (La Comédie humaine) và viết một số tiểu thuyết khác như La Rabouilleuse, Splendeurs et misères des courtisanes, La Cousine Bette và Le Cousin Pons.
Căn hộ của nhà văn gồm có 5 buồng mở ra vườn, nằm ở tầng trên cùng một tòa nhà 3 tầng, như còn lại đến ngày nay. Với diện tích khiêm tốn, căn hộ gồm một phòng ăn đối diện lối vào, buồng của Balzac ở phía Tây cạnh vườn, phòng làm việc, phòng khách và một phòng ở góc phía Đông, dành cho bạn bè. Bảo tàng đầu tiên do một người là Louis Baudier de Royaumont mở vào năm 1910. Năm 1949, chính quyền thành phố Paris mua lại, ngôi nhà được sửa chữa rồi trang bị thêm một thư viện. Nhưng đến tận 1960, bảo tàng mới mở cửa cho công chúng.
Các đồ đạc của nhà văn đã bị phân tán sau cái chết của nữ bá tước Ewelina Hańska, người tình của Balzac. Căn phòng làm việc của Balzac hiện nay chỉ tái hiện được một phần. Các phòng các trưng bày những vật dụng của nhà văn như máy chữ, các bản in gốc, một số tượng, tranh về Balzac... Bên cạnh, thư viện lưu trữ các tác phẩm đầu của nhà văn viết dưới những bút danh khác nhau, một số sách do chính Balzac sưu tầm cùng những bản do chính Balzac in vào cuối thập niên 1820.